# 木原記念財団学術賞
木原記念財団学術賞（きはらきねんざいだんがくじゅつしょう）は、日本の遺伝学者木原均を記念して、横浜市に設立された公益財団法人木原記念横浜生命科学振興財団が、毎年顕彰する生命科学の学術賞である。

## 概要
「生命科学の分野で、優れた独創的研究を行なっている研究者を奨励、顕彰し、今後の研究発展の一助とする」ため、満50歳以下の日本国内の研究者を対象として、他薦の応募者の中から選定される。受賞者には賞状、記念牌、賞金が贈られる。贈呈式は横浜市立大学木原生物学研究所で行われる。公益財団法人日本遺伝学会が制定する木原賞とは異なり、遺伝学分野に限らず広く生命科学全般から受賞者を選考する点、受賞者を50歳以下から選ぶ点に特徴がある。

## 審査・選考
- 生命科学に関する日本の学会、大学、及び研究機関等の推薦により候補者を募集する
- 木原記念財団学術賞選考委員会（委員は、選考のたびに委嘱され、7名で組織される）が候補者を審査・選考し、受賞者を理事会で決定する

## 受賞者
- 第1回（1992年度）  野村大成 「発癌および催奇形性変異の後代への伝達」
- 第2回（1993年度）  浅島誠 「両生類の胚誘導と細胞分化に関する研究」
- 第3回（1994年度）  五條堀孝 「病原性ウイルスの起源と進化に関する研究」
- 第4回（1995年度）  岡田典弘 「ゲノムの多様性の獲得機構とその進化的意義に関する研究 」
- 第5回（1996年度）  廣近洋彦 「植物トランスポゾンの分子遺伝学的研究」
- 第6回（1997年度）  西田育巧 「ショウジョウバエを用いたがん遺伝子の研究」
- 第7回（1998年度）  石浦正寛、近藤孝男 「藍色細菌（藍藻）の生物時計の分子生物学的研究」
- 第8回（1999年度）  島本功 「イネの分子遺伝学的ならびに分子育種学的研究」
- 第9回（2000年度）  松本邦弘 「モデル生物を用いた増殖・分化制御機構の分子遺伝学的研究」
- 第10回（2001年度）   大野茂男 「細胞極性の制御に関わる普遍的な分子機構に関する研究」
- 第11回（2002年度）   柿本辰男 「植物ホルモン、サイトカイニンの合成と受容機構の研究」
- 第12回（2003年度）   斎藤成也 「分子系統樹構築法の開発研究と生物進化の分子系統学的研究」
- 第13回（2004年度）   蟻川謙太郎 「昆虫光感覚に関する神経行動学的研究」
- 第14回（2005年度）   松岡信 「植物ホルモンの分子遺伝学的研究とその育種的利用」
- 第15回（2006年度）   長谷あきら 「植物の光応答の分子機構」
- 第16回（2007年度）   渡邊嘉典 「染色体の均等分裂と還元分裂の違いを作る分子機構」
- 第17回（2008年度）   荒木崇 「植物の花成を調節する分子機構」
- 第18回（2009年度）  濡木理 「遺伝暗号翻訳とタンパク質合成のメカニズムの構造基盤」
- 第19回（2010年度）  白須賢 「植物における免疫システムの分子機構」
- 第20回（2011年度）  馬建鋒 「植物におけるミネラル輸送機構」
- 第21回（2012年度）  木下哲 「植物生殖過程におけるエピゲノム制御と生殖隔離機構」
- 第22回（2013年度）  後藤由季子 「神経幹細胞の運命を制御する分子機構」
- 第23回（2014年度）  芦苅基行 「イネの遺伝学研究による植物成長機構の解明と分子育種」
- 第24回（2015年度）  前島一博 「細胞内ゲノムDNAの折り畳み構造の解明」
- 第25回（2016年度）  東山哲也 「植物受精において花粉管誘引を司る分子群の発見明」
- 第26回（2017年度）  鈴木勉 「RNA修飾の生物学的な役割の解明」
- 第27回（2018年度）  佐藤健 「受精における細胞内オルガネラ変換機構の発見」
- 第28回（2019年度）  北野潤 「野生動物の表現型多様化の原因遺伝子の解明」
- 第29回（2020年度）  吉村崇 「脊椎動物の季節適応機構の解明」
- 第30回（2021年度）  杉本慶子 「植物の器官形成を司る分子機構の解明」
- 第31回（2022年度）  宮城島進 「細胞内共生による光合成生物の成立機構」
- 第32回（2023年度）  トーマス・マックヒュー（Thomas McHugh） 「海馬記憶の神経回路とその生理の解明」
- 第33回（2023年度）  鈴木淳史 「ダイレクトリプログラミングによる細胞運命転換に関する研究」